# Florian Neuhaus
Florian Neuhaus (ur. 16 marca 1997 w Landsberg am Lech) – niemiecki piłkarz występujący na pozycji pomocnika w niemieckim klubie Borussia Mönchengladbach oraz w reprezentacji Niemiec.

## Życiorys
Jest wychowankiem TSV 1860 Monachium. W czasach juniorskich trenował także w VfL Kaufering. 1 lipca 2016 dołączył do seniorskiego zespołu TSV. W 2. Bundeslidze zagrał po raz pierwszy 21 października 2016 w przegranym 1:2 meczu z VfB Stuttgart. 1 lipca 2017 odszedł na zasadzie wolnego transferu do Borussii Mönchengladbach, po czym został wypożyczony do 30 czerwca 2018 do Fortuny Düsseldorf. 25 sierpnia 2018 zadebiutował w Bundeslidze – miało to miejsce w wygranym 2:0 spotkaniu z Bayerem 04 Leverkusen. Grał w nim do 88. minuty, po czym został zmieniony przez Denisa Zakarię.